# Aeroporto di Resistencia
L'aeroporto Internazionale di Resistencia (Aeropuerto Internacional de Resistencia in spagnolo) è uno scalo aereo internazionale che serve la città argentina di Resistencia, capoluogo della provincia del Chaco.
L'aeroporto è situato ad 8 km ad ovest dal centro cittadino, lungo la strada nazionale 11.

## Storia
La costruzione di un nuovo aeroporto per la città di Resistencia, dal momento che il vecchio scalo aereo era ormai stato inglobato all'interno del tessuto urbano, fu approvato nel 1959. I lavori tuttavia iniziarono solamente nel marzo 1962.
Il terminal fu inaugurato il 14 aprile 1972.